# Helga Vowinckel
Helga Vowinckel (* 15. Februar 1930 in Gerswalde, Uckermark; † 10. Oktober 1986 in Neuwied) war eine deutsche Kernkraftgegnerin der Anti-Atomkraft-Bewegung in Deutschland. Sie trug 1977 wesentlich zum Baustopp des Kernkraftwerks Mülheim-Kärlich bei, konnte durch ihren frühen Tod im Jahr der Inbetriebnahme den Erfolg der Stilllegung zwei Jahre später nicht mehr erleben.

## Leben
Ihr Vater war Landwirt und fiel 1942 an der Ostfront. Nach der Flucht der Familie 1946 in den Westen verbrachte sie die Nachkriegsjahre in der Bethel-Siedlung bei Bielefeld, absolvierte dort das Abitur und studierte danach Volkswirtschaft.
1953 legte sie die Diplomprüfung an der Universität München ab. Sie stellte fest, dass ein beruflicher Werdegang in diesem Fachgebiet für eine Frau nicht möglich war. Danach studierte sie zwei Semester am wirtschaftspädagogischen Seminar in Köln. 1957 folgte das Assessor-Examen. Den Schuldienst unterbrach sie, um an der Universität Freiburg Biologie zu studieren. Aus finanziellen Gründen beendete sie das Studium und bewarb sich um eine Planstelle an der Berufsbildenden Schule Koblenz. Sie unterrichtete dort bis zu ihrem Tod. 1970 war sie Mitautorin des mehrfach aufgelegten Berufsschulbuchs Heilpflanzen. Eine Drogenkunde.
Seit 1970 engagierte sich Helga Vowinckel im Kampf gegen das Kernkraftwerk Mülheim-Kärlich, das auf leicht erdbebengefährdetem Untergrund gebaut wurde. Um wirkungsvoll agieren zu können, gründete sie die Bürgerinitiative Atomschutz Mittelrhein mit Hauptsitz in Koblenz. Sie führte Demonstrationen an, leitete Aufklärungskampagnen. Seit 1975 ging sie den Rechtsweg, klagte zusammen mit Walter Thal gegen die Teilgenehmigungen – mit wechselndem Erfolg. Ihr Engagement brachte ihr Zustimmung und Unterstützung, sie hatte aber auch mit Anfeindungen und Intrigen unter anderem an ihrem Arbeitsplatz zu kämpfen. Schließlich musste sie unter Polizeischutz gestellt werden, da ihr aufgebrachte Bauarbeiter mit Mord gedroht hatten.
Im Mittelpunkt ihrer Argumentation gegen die Betreiber RWE standen neben den Hinweisen auf die Erdbebengefahr verfahrensrechtliche Fragen. So war das Kernkraftwerk auf andere Weise errichtet worden als in der ersten Teilgenehmigung 1975 vorgesehen. Reaktorgebäude und Maschinenhaus lagen 14 m auseinander. Das Reaktorgebäude wurde 70 m entfernt vom geplanten Standort errichtet. 1977 erreichten Helga Vowinckel und Walter Thal einen vorübergehenden Baustopp.
Zwei Jahre später konnte sie die Verfassungsbeschwerde vor dem Bundesverfassungsgericht gegen den Beschluss des Oberverwaltungsgerichts Rheinland-Pfalz vom 3. Mai 1977 - 1 B 15/77 nicht durchsetzen. 1985 verlor sie zusammen mit Walter Thal den Prozess gegen die erste Teilgenehmigung in der Berufung vor dem Oberverwaltungsgericht. Sie gab nicht auf und diktierte – bereits schwer erkrankt – Walter Thal die Revisionsbegründung in die Maschine.
Helga Vowinckel starb 1986. Im gleichen Jahr lieferte das Kernkraftwerk Mülheim-Kärlich zum ersten Mal Strom. Walter Thal führte zusammen mit Rechtsanwalt Gerd Klöckner die Arbeit fort. Am 9. September 1988 erreichte Walter Thal vor dem Bundesverwaltungsgericht in Berlin die Stilllegung des Kernkraftwerks. Die Richter erklärten die 1. Teilgenehmigung für rechtswidrig. Sie stellten „Ermittlungs- und Bewertungsdefizite“ in Bezug auf die geologischen Untergrundverhältnisse fest und bezogen sich auf die nicht genehmigten bautechnischen Maßnahmen der Betreiber.
Das Kernkraftwerk Mülheim-Kärlich ging danach nicht mehr ans Netz. Die Rückbauarbeiten werden voraussichtlich 2029 beendet sein; der Kühlturm wurde bereits 2019 abgerissen. Helga Vowinckel führte die Aktionen nicht allein durch. Sie bekam Unterstützung durch Die Grünen, deren Schriftführerin sie wurde. Die Stadt Neuwied reichte u. a. 1986 ebenfalls Klage vor dem Oberverwaltungsgericht ein.